# Deep End
Deep End foi um supergrupo fundado pelo guitarrista Pete Townshend do The Who, com a participação de David Gilmour do Pink Floyd.
Entre os outros integrantes estavam o baterista Simon Phillips, o baixista Chucho Merchan, o tecladista John "Rabbit" Bundrick, a percussionista Jody Linscott, os vocalistas de apoio Billy Nicholls, Cleveland Watkiss e Chyna e uma seção de metais de cinco componentes intitulada The Kickhorns.
O grupo se apresentou em dois concertos de caridade em 1985 na Brixton Academy em Londres, mais tarde lançados no álbum Deep End Live!. 
Voltou a tocar em Cannes em janeiro de 1986, num evento transmitido ao vivo pela TV alemã.
A filha de Townshend, Emma, participou como vocalista convidada nos concertos em Londres.